# Ceropegia hirsuta
Ceropegia hirsuta är en oleanderväxtart som beskrevs av Robert Wight och Arn.. Ceropegia hirsuta ingår i släktet Ceropegia och familjen oleanderväxter. Inga underarter finns listade i Catalogue of Life.